# Swimming Time
Swimming Time er debutalbummet fra Nephew. Det blev udgivet i 2000 af Martian Records. Albummet solgte ikke stort, men blev udgivet igen i 2005, hvor det fik forholdsvis stor succes.
| #   | Titel                    | Længde |
| --- | ------------------------ | ------ |
| 1.  | "Stay Inside"            | 4:09   |
| 2.  | "We Don't Need You Here" | 3:40   |
| 3.  | "Wasted"                 | 4:50   |
| 4.  | "Sexy Rescue"            | 4:52   |
| 5.  | "Carslberg Nights"       | 3:49   |
| 6.  | "Downtown Europe"        | 3:11   |
| 7.  | "100 Years"              | 4:36   |
| 8.  | "Oyster Hall"            | 4:32   |
| 9.  | "Bedtime Now"            | 4:03   |
| 10. | "Speed Nation"           | 3:56   |
| 11. | "Circulating Slow"       | 4:04   |
| 12. | "Swimming Time"          | 6:03   |